# Течнокристален дисплей
 Тази статия е за дисплеи, изпълнени с течни кристали (LCD).  За дисплеи, изпълнени със светодиоди (LED)  вижте Светодиоден дисплей.  
Течнокристалният дисплей (на английски: Liquid Crystal Display – LCD) е плосък дисплей, който показва изображения върху равна повърхност. Изработва се с цифрова мониторна технология, на основата на тънък слой от течен кристал, който при прилагането на напрежение променя оптичните си качества. Течнокристалните дисплеи обикновено се използват в преносими електронни игри, както и за цифрови видеокамери, в системите за видеопрожектиране, за електронни билбордове, както и за монитори за компютри и в плоските телевизори. Често се употребява при електронни уреди, захранвани с батерии, защото използва много малко количество електроенергия. По-издръжлив е от други видове дисплеи.
LCD дисплеите са пригодени за показване на произволни изображения (като в дисплей за компютър с общо предназначение) или фиксирани изображения с ниско съдържание на информация, които могат да бъдат показани или скрити, като предварително зададени думи, цифри, и 7 сегментни дисплеи като в цифров часовник. Те използват една и съща основна технология, с изключение на това, че произволните изображения са съставени от голям брой малки пиксели, а други имат по-големи елементи.
LCD мониторите се използват в широк асортимент от приложения, включително компютърни монитори, телевизори, инструментални панели, дисплеи в самолетни кабини и табели. Те са често срещани в потребителски устройства като DVD плейъри, игрални устройства, часовници, калкулатори и телефони, и са заменили дисплея с електронно лъчева тръба (CRT) в почти всички приложения. Те са на разположение в по-широк диапазон от размери на екрана от Дисплеите с електроннолъчева тръба и плазмените дисплеи, и тъй като не използват фосфор, не страдат от замръзване на образа. LCD дисплеите обаче, са податливи на постоянство на изображението.
LCD екранът е по-енергийно ефективен и може да се изхвърля по-безопасно, отколкото CRT. Ниската му консумация на електрическа енергия позволява да бъде използван в захранвано с батерии електронно оборудване. Той е електронно модулирано оптично устройство, съставено от произволен брой сегменти, контролиращи слой от течни кристали и подредени в предната част на светлинен източник (подсветка) или рефлектор за производство на изображение в цвят или черно-бяло. Течните кристали са открити през 1888 г. До 2008 г. годишните продажби на телевизори с LCD екрани надхвърлиха продажбите на такива с CRT в целия свят, и CRT загуби актуалност за повечето приложения.

## История
- През 1888 г., Фридрих Райницер (1858 – 1927) открил течно–кристалната природа на холестерол, извлечен от моркови (тоест, две точки на топене и генериране на цветове) и представя откритията си на заседание на Виенското химическо общество на 3 май 1888 (F. Reinitzer: Beiträge zur Kenntniss des Cholesterins, Monatshefte für Chemie (Wien) 9, 421 – 441 (1888)).
- През 1904 г. Ото Леман публикува труда си „Flüssige Kristalle“ (Течни кристали).
- През 1911 г. Чарлз Магуин пръв експериментира с течни кристали върху тънки слоеве затворени между плочи.
- През 1922 г. Жорж Фридел описва структурата и свойствата на течните кристали и ги класифицира в 3 вида (нематичти, смектични и холестерични).
- През 1927 г. Всеволод Фредерикс изобретил преход за включване на електрическа светлина, наречен преход на Фредерикс, основен ефект в цялата LCD технология.
- През 1936 г. компанията Маркони безжичен телеграф патентова първото практическото приложение на технологията, „Клапан за светлина от течен кристал“.
- През 1962 г., първата голяма публикация на английски език на тема „Молекулярна структура и свойства на течните кристали“, от д-р Джордж Грей.
- През 1962 г. Ричард Уилямс от RCA установява, че течните кристали, имат някои интересни електрооптични характеристики и реализира електро-оптичен ефект чрез генериране на райе-модели в тънък слой материал от течни кристали, чрез прилагане на напрежение. Този ефект се основава на електро-хидродинамична нестабилност формираща това, което сега се нарича „Уилямс домейни“ вътре в течния кристал.
- През 1964 г. Джордж Х. Хейлмейер, тогава работещ в RCA лаборатории върху ефекта, открит от Уилямс постига смяна на цветовете, като индуцирано от поле пренареждане на двуцветни багрила в хомеотропично ориентирани течни кристали. Практически проблеми с този нов електро-оптичен ефект, карат Хейлмейер да продължи да работи по ефектите на разсейване в течни кристали и накрая постига първото представяне на оперативни течни кристали на базата на това, което той нарича режим на динамично разсейване (DSM). Прилагането на напрежение към DSM дисплей превключва първоначално ясния, прозрачен течно-кристален слой в млечно мътно състояние. DSM екрани могат да се използват в предавателен и в отражателен режим, но те изискват протичането на значителен ток за тяхното функциониране. Джордж Х. Хейлмейер е приет в Залата на славата на националните изобретатели, и се показва с изобретяването на LCD монитори. Работата на Хейлмейер е един от крайъгълните камъни на IEEE.
- ·В края на 1960-те, пионерската работа върху течните кристали се извършва от британската Кралски радарен институт в Малверн, Англия. Екипът му подкрепя текущата работа от Джордж Уилям Грей и неговият екип от Университета в Хъл, които в крайна сметка открива течните кристали цианобифенил, които имали необходимата стабилност и температурни свойства за приложение в LCD монитори.
- На 4 декември 1970 г. Ефектът на усукано нематично поле в течни кристали е подаден за патентоване от Хофман-Ла Рош в Швейцария, (Швейцарски патент No. 532 261) заедно с Волфганг Хелфрич и Мартин Щадт (тогава работещи за Централно азиатскиге изследователски лаборатории), посочени като изобретатели. Хофман-Ла Рош тогава лицензира изобретението с швейцарския производител Баун Бовери и сие, които през 1970 г. произвеждат дисплеи за ръчни часовници, а също и за японската електронна индустрия, която скоро произвежда първия цифров кварцов ръчен часовник с TN-LCD монитор. Джеймс Фергасон, докато работи със Сардари Арора и Алфред Соре в Института за течни кристали към Държавния университет в Кент, подал идентичен патент в САЩ на 22 април 1971 г. През 1971 г. компанията на Фергасон ILIXCO (сега LXD итернкорпоратед), произвежда първите LCD монитори, базирани на TN-ефект, който скоро заменения DSM мониторите с по-лошо качество, което се дължи на подобрения и на по-ниски работни напрежения и ниска консумация на енергия.[1]
- През 1972 г. в САЩ е произведен първият активно матричен дисплей с течни кристали от екип T Петер Броуди на Уестингхауз в Питсбърг, Пенсилвания.[2]
- През 1983 г. изследователи от Браун, Бовери и сие (BBC), Швейцария, изобретяват супер-усукана нематична (STN) структура за пасивно матрично адресирани LCD монитори. H. Aмстутцел Ал. са посочени като изобретатели в съответните патентни заявки, подадени в Швейцария на 7 юли 1983 г. и 28 октомври 1983 г. Патентите са издадени за Швейцария CH 665 491, Европа EP 0131216, САЩ 4 634 229 и много други страни.[3]
- През 1990 г. под различни заглавия изобретатели замислят електрооптични ефекти като алтернативи на усуканите LCD монитори немагнитни с полеви ефект (TN– и STN– LCD екрани). Единият подход е да се използват междинни електроди върху един стъклен субстрат за производство само на електрическо поле съществуващо паралелно на стъклените субстрати.[4] За да се възползват напълно от свойствата на тази технология на Превключване в равнина е необходима (IPS допълнителна работа., След задълбочен анализ, подробности за изгодни варианти са подадени в Германия от Гюнтер Баур и др. и са патентовани в различни страни. Институт Фраунхофер във Фрайбург, където изобретателите работили, правоприемници на тези патенти е Мерк KGaA, Дармщат, доставчик на LC вещества.
- През 1992 г. инженерите на Хитачи работят по различни практически подробности на технологията IPS за свързване на тънкослойни масиви транзистори в матрица и да избягнат нежеланите бездомни полета между пикселите. Хитачи също така подобрява допълнително зависимостта от зрителния ъгъл чрез оптимизиране на формата на електродите (Super IPS).
- NEC и Хитачи стават първите производители на активно матрично адресирани LCD дисплеи, базирани на технологията IPS. Това е важно събитие за прилагане на LCD при големи монитори, които да имат приемлива визуална производителност за плоски компютърни монитори и за телевизионни екрани.
- През 1996 г. Samsung разработва оптична техника на моделиране, която позволява мулти домейни от LCD. Мулти-домейните и превключването в плоскост впоследствие остават доминиращите LCD дизайни през 2010 г.
- През четвъртото тримесечие на 2007 г., продажбата на LCD телевизори надминава тази на тези с кинескопи за първи път в света.
- LCD телевизори се очаква да постигнат 50% от 200-те милиона телевизори за продажба в световен мащаб през 2008 г., според Display Bank.
- През октомври 2011 г., Toshiba обявява 2560 × 1600 пиксела на 6.1-инчов LCD панел, подходящ за използване в компютърни таблети, специално за дисплей с китайски символи.
- Произходът и сложната история на дисплеите с течни кристали са описани от Джоузеф А. Кастелано в „Течно злато: Историята на екраните с течни кристали и създаването на индустрията“. Друг преглед на произхода и историята на LCD от различна перспектива до 1991 г. е публикуван от Хироши Кавамото, достъпен в Центъра по история на IEEE. Описание на швейцарския принос за LCD разработките, написано от Петер Дж. Уаилд, може да се разглежда като история от първа ръка на IEEE.

## Устройство

### Осветление
Понеже LCD не възпроизвеждат светлина, те се нуждаят от допълнително осветление, за да възпроизведат видимо изображение. В „предавателните“ типове LCD, тази светлина се възпроизвежда зад стъклото на панела и се нарича задна светлина. За разлика от пасивните матрици, чиито дисплеи не са светещи (пр. калкулатори, часовници), активните матрици винаги са светещи.
- CCFL: LCD панелите са осветявани от (cold cathode fluorescent lamp) студено-катодни флуоресцентни лампи поставени на отсрещните ъгли на дисплея или са масиви от паралелни студено-катодни флуоресцентни лампи зад големите екрани. Много години наред това е била единствената използвана технология.[5][6] За разлика от LED лампите, повечето CCFL имат дори и екрани, който излъчват светлина в белия спектър, което подпомага за по-добра цветова гама за дисплея. CCFL изискват по-малко енергия от LED и изискват скъп инвертор, за да конвертират волтажа, който устройството използва (най-често от 5 или 12V) до ~1000V, които са нужни на CCFL. Дебелината на инверторните трансформатори също така ограничават колко тънък може да бъде дисплея.
- EL-WLED: LCD панела се осветява от лента от бели LED лампи поставени в един или повече от ъглите на екрана. След това чрез дифузьор се разпространява светлината по целия дисплей. От 2012 г. този дизайн е най-известният, който се използва за мониторите на настолните компютри. Те позволяват на мониторите да бъдат едни от най-тънките. Някои LCD монитори използващи тази технология имат опцията „Динамичен Контраст“, която позволява на екраните да бъдат затъмнявани или осветлени в различни контрасти с отношение 1000:1. Докато компютърните екрани обикновено имат места с напълно бял цвят, задната светлина ще бъде на пълна светимост.[7]
- WLED лента: LCD панелът е осветяван от лента от LED лампи поставени зад разпространителя, който се намира зад панела. LCD панелите, които използват това изобретение по принцип имат опцията за затъмняване на LED лампите в тъмните части на изображението, ефективно увеличавайки контрастното отношение на дисплеят. От 2012 г. този дизайн се използва за по-големите екрани в LCD телевизорите.
- RGB-LED: Подобни на WLED лентите, се осветяват от ленти от RGB LEDs. Докато дисплеите осветявани от бели LED лампи обикновено имат по-бедна цветова гама от колкото CCFL осветяваните дисплеи, панелите осветявани от RGB LED лампите имат много широка цветова гама. От 2012 г. LCD-та от тази категория обикновено струват повече от 1000 долара.

Днес, повечето LCD екрани са направени със задно осветеление вместо традиционните CCFL.

### Връзка с други вериги
LCD панелите по принцип използват тънки метални пътечки, които са проводници и се нанасят върху стъклена подложка, като образуват електрическата верига, която управлява панела. По принцип не е възможно да се използват техники със запояване. Вместо това, контактът се осъществява чрез залепена пластмасова лента с проводникови пътечки, залепени за ъглите на LCD панела, или с така наречения еластомерен конектор (elastomeric connector), състоящ се от гумена лента или силикон с редуващи се слоеве от проводници и изолатори, пресовани между контактните подложки.

## Видове

### Пасивни и активни матрици
Прототип на пасивна матрица STN-LCD с 540x270 пиксела, Brown Boveri проучване, Швейцария, 1984
Едноцветната и по-късната цветна пасивна матрица на LCD били стандартни за по-ранните лаптопи и за така нареченото Нинтендо Game Boy до средата на 90-те, когато цветните активни матрици станали стандартни за всички лаптопи. Неуспешният Macintosh Portable (излязъл през 1989) бил един от първите, който е използвал дисплей с активна матрица, която била едноцветна.
LCD-та с пасивна матрица са използвани и днес за по-малко взискателните техники от лаптопи и телевизори. Те са използвани за по-особени неща, като например за преносими устройства, където по-малко информация се показва на екрана, и също така са по-икономични понеже нямат осветление на екрана и са по-евтини, и също така директната светлина, която пада върху екрана не пречи да се вижда информацията.
Дисплеите с пасивни матрици използват така наречената super-twisted nematic STN технология (изобретена от Brown Boveri Research Center, Баден, Швейцария, in 1983) или двоен слой STN (DSTN) и цветен-STN (CSTN), при който е добавен и цвят чрез вътрешен филтър.
STN LCD-та били оптимизирани за пасивните матрици. Те проявявали по-голяма острота на контраст-волтаж характеристиката от оригиналните TN LCD-та. Това е важна характеристика, защото пикселите се подлагат на отделни волтажи, дори когато не са посочени. Така нареченото подслушване(Crosstalk) между активираните и неактивираните пиксели трябва да бъде контролирано правилно като RMS(средно квадратично) напрежението на неактивираните пиксели трябва да бъде под прага на напрежението, докато при активираните пиксели това напрежение трябва да е над прага на напрежението. STN LCD-та трябва да бъдат продължително обновявани редувайки променливи напрежения с еднаква полярност (положителна или отрицателна) по време на един кадър и променяйки я в другата полярност по време на следващия кадър. Всеки отделен пиксел се намира по съответния ред и колона. Този тип дисплей се нарича пасивно-матрично адресиране, защото пикселът трябва да запази своето състояние между обновленията без да се използва постоянен електричен заряд. Увеличавайки броя на пикселите, този тип дисплеи става по-осъществим. Дългото време на реакция и бедния контраст са типични за пасивно-матрично адресираните LCD дисплеи с прекалено много пиксели.
Новите LCD-та не се нуждаят от постоянно обновяване. За да се изобразят изображенията се използва така нареченото презаписване. Възможно е да се използва адресиране с пасивна матрица на новите устройства, ако техните записващи/премахващи характеристики са съвместими.
Цветните дисплеи с висока разделителна способност, като например модерните LCD монитори и телевизори, използват активно-матрична структура. Матрица от тънкослоен транзистор (TFT) се добавя към електродите и се образува контакт с LC-слоя. Всеки пиксел има свой собствен транзистор, който позволява всяка колона да има достъп до един пиксел. Когато някой ред е посочен, всичките колони са свързани с един ред от пиксели и напреженията съответстващи на информацията от изображението се изпращат към всичките колони. След това съответният ред се деактивира и се посочва следващият. Всичките редове се посочват в последователност по време на обновителната операция. Дисплеите използващи активно-матрично адресиране изглеждат по-свети и по-остри в сравнение с пасивно-матрично адресираните дисплеи със същия размер и обикновено имат по-бързо време за реакция, произвеждайки по-добри снимки.

## Технологии за активните матрици

### Twisted nematic дисплеи
Първите течнокристални дисплеи стават достъпни за използване през 60-те години на XX век. Тези дисплеи бяха използвани в много часовници и джобни калкулатори поради ниската си консумирана мощност и преносимост. Все пак проблемите бяха свързани с тяхната четимост и ограничения живот на течнокристалните материали, което доведе към развитието по време на 70-те години на Twisted NEMATIC (TN) дисплеи, чиито варианти сега са налични в компютърни монитори и плоски телевизори. Клетката на TN се състои от горни и долни слоеве, разделени от тясно пространство (около 5 – 10 микрона), запълнено със слой течен кристал. Слоевете са предимно от много тънко стъкло и имат електропроводими покрития (електроди) направени от тънък слой индиев окис. Слоевете на електрода са покрити с тънък подравняващ слой от полимер, който спомага за подравняването на молекулите на течния кристал при контакт с тях. Течните кристали трябва да са ориентирани приблизително паралелно на повърхността. При повечето изпълнения слоевете за изравняване се състоят от слой полимер дебел няколко десетки нанометра (1 нанометър = 10-9 метра). В асемблирането на клетката слоевете са подредени така, че направленията на подредбата да са перпендикулярни един на друг. Всичко това е между два листа поляризатори. При липса на каквото и да е напрежение течните кристали са хаотично подредени между двата слоя.
Без определено състояние на поляризаторите на течния кристал, светлината попадаща в клетката щеше да бъде погълната и клетката щеше да изглежда тъмна. В присъствието на слой от течни кристали клетката изглежда прозрачна, защото оптиката от изкривения течен кристал съчетава кръстосаното подреждане на поляризатори. Прилагането на напрежение от три до пет волта през течния кристал разрушава изкривеното състояние и кара молекулите да се ориентират перпендикулярно, което придава тъмен външен вид на клетката. Затова в простите дисплеи клетките на течния кристал са управляеми по отразяващия способ с разсеян рефлектор поставен зад дисплея, а активизираните части на модела на електрода се появяват като черни образи на сив фон осигурен от разсеващия рефлектор.

### In-plane switching матрици(IPS)
In-plane switching технологията подравнява течните кристали в равнина паралелна на стъклените субстрати. При този метод, електричното поле се подава на отсрещните електроди на същите стъклени субстрати, така че течните кристали да бъдат преориентирани в същата равнина, въпреки че повърхностните полета образуват хомогенна преориентация. Това изисква два транзистора за всеки пиксел, за разлика от ТFT дисплеите, които изискват един. Panasonic използват подобрена версия (eIPS) за техните по-големи LCD телевизори, също така Hewlett-Packard в техните TouchPad таблети и Chromebook 11.

#### IPS LCD срещу AMOLED
LG доминират със своят LG Optimus Black (IPS LCD (LCD NOVA)), който има светимост до 700 нита, докато конкурентът има само IPS LCD с 518 нита и active-matrix OLED (AMOLED) дисплей с 305 нита. LG също претендират NOVA дисплея да бъде 50% по-ефикасен от стандартните LCD-та и да консумира 50% от мощността на AMOLED дисплеите, когато произвежда бял цвят на картината. Когато стане дума за контраст, AMOLED дисплеите се представят най-добре, поради технологията, която използват, където черните цветове се изобразяват като черно, а не като тъмно сиво. На 24 август 2011, Nokia обяви Nokia 701 и също доминира със своят най-ярък дисплей с 1000 нита. Екранът също има Nokia Clearblack слой, подобряващ контраста, наподобявайки този на AMOLED екраните.

### Super In-plane switching матрици(S-IPS)
Super-IPS матрицата е изобретена след in-plane switching матрицата с даже по-добро време на реакция и цветова репродукция.

### Advanced fringe field switching (AFFS)
Срещана като fringe field switching (FFS) до 2003, advanced fringe field switching матрицата е подобна на IPS или S-IPS, предлагаща изключителна производителност и цветова гама с висока светимост. AFFS е изобретена от Hydis Technologies Co., Ltd, Корея (официално Hyundai Electronics, LCD Task Force).
Лаптопите използващи AFFS намаляват изкривяването на цвета, докато запазват по-широкият ъгъл на виждане за професионалния дисплей. Цветовото изкривяване и отклонение се поправя с оптимизирането на бялата гама, което също подобрява бяло/сивата репродукция.
През 2004, Hydis Technologies Co., Ltd лицензират AFFS на японските дисплеи Hitachi. Hitachi използват AFFS за да произвеждат така наречените high-end панели. През 2006, HYDIS лицензират AFFS на Sanyo Epson Imaging Devices Corporation.
Малко по-късно, Hydis представят така наречената високо-пропусклива еволюция на AFFS дисплеите, наречена HFFS (FFS+).
Hydis представят AFFS+, което позволява по-лесно четене на открито място, през 2007. AFFS панелите са най-често използвани за екраните в пилотските кабини на пътническите самолети. Но след февруари 2015 вече не се произвеждат.

### Вертикално подравняване(VA)
Вертикално-подравняваните дисплеи са един вид LCD дисплеи, в които течният кристал е естествено вертикално подравнен със стъклените субстрати. Когото не е подложен на напрежение, течният кристал остава перпендикулярен на субстрата, образувайки черен дисплей между кръстосаните поляризатори. Когато течният кристал бъде подложен на напрежение, той се подравнява в шаблонна позиция позволявайки на светлината да премине през него и да образува сива гама върху екрана базирана на това под какъв ъгъл е изкривен кристалът. Това позволява да има по тъмно-черен фон, по-висок контрастно отношение, по-голям ъгъл на виждане и по-добро качество на изображението при екстремни температури, над традиционните twisted-nematic дисплеи.

### Blue phase mode
Blue phase mode LCD-та са се появили като пробен тест рано през 2008, но те все още не са в масовото производство. Физиката на blue phase mode LCD-та предлага че мога да бъдат постигани много кратки времена за смяна (~1 милисекунда), така че да се осъществи последователното време за контрола на цвета и скъпите цветови филтри да излязат от употреба.

## Принцип на действие
Всеки пиксел на LCD обикновено се състои от слой от молекули подредени между два прозрачни електрода и два поляризиращи филтъра (хоризонтално и перпендикулярно), осите на предаване на които (в повечето случаи) са перпендикулярни една на друга. Без течния кристал между поляризиращите филтри, светлината, преминаваща през първия филтър, ще бъде блокирана от втория (пресичащ) поляризатор.
Преди прилагане на електрическо поле, ориентацията на молекулите на течните кристали се определя от подравняването на повърхността на електродите. В усукано тематично (TN) устройство, посоките на подравняване на повърхността на двата електрода са перпендикулярни една на друга, и така молекулите сами се подреждат в спираловидна структура, или се усукват. Това предизвиква завъртане на поляризацията на падащата светлина, и устройството изглежда сиво. Ако приложеното напрежение е достатъчно голямо, молекулите на течните кристали в центъра на слоя са почти напълно неусукани и поляризацията на падащата светлина не се завърта, тъй като преминава през слой течен кристал. Тази светлина ще бъде поляризирана перпендикулярна на втория филтър, и по този начин ще бъде блокирана и пиксел ще се вижда като черен. Чрез контролиране на напрежението, което се прилага във всеки пиксел от слоя течни кристали, може да се позволи да минат различни количества светлина през всеки пиксел и така се получават различни нива на сивото.
LCD с горен поляризатор, отстранен от устройството и поставен отгоре, така че горния и долния поляризатори са перпендикулярни.
Оптичният ефект от TN устройство в състояние на напрежение е далеч по-малко зависим от вариации в дебелината на устройството от този, в състояние без напрежение. Поради това, TN дисплеи с ниско съдържание на информация и без фон обикновено работят между кръстосани поляризатори, така че се показват ярко, без напрежение (окото е много по-чувствително към колебанията в тъмната скала, отколкото в светлата).
Тъй като повечето от днешните LCD монитори, използвани в телевизорите, монитори и смартфони имат висока разделителна способност за показване на произволни изображения и използват тъмен фон, когато не се показва изображение, съществуват различни механизми. а тази цел, TN LCD монитори се поставят между паралелни поляризатори, докато IPS LCD монитори разполагат кръстосани поляризатори. В много приложения IPS LCD-та са заменили TN LCD екрани, по-специално в смартфони като iPhone.
Както течните кристали, така и материалът на слоя за подравняване съдържат йонни съединения. Ако за дълъг период от време се прилага електрическо поле с определена полярност, този йонен материал се привлича към повърхностите и това понижава производителността на устройството. Този ефект се избягва чрез прилагане на променлив ток или чрез обръщане на поляритета на електрическото поле при всяко обръщане към устройството, тъй като реакцията на слоя течен кристал слой е една и съща, независимо от полярността на приложеното поле.
Дисплеи за малък брой отделни цифри и/или фиксирани символи (както и в дигитални часовници и джобни калкулатори) могат да бъдат направени с независими електроди за всеки сегмент. За разлика от тях пълен дисплей с буквени и цифрови или с променливи графични знаци обикновено се прави с пиксели във вид на матрица, състояща се от електрически свързани редове от едната страна на LC слоя и колони от другата страна, което прави възможно да се адресира всеки пиксел в пресечните точки. Общият метод за адресиране на матрица се състои от последователно адресиране на едната страна на матрицата, например чрез избиране на редовете един по един и прилагане на информацията за картината от другата страна на колоните ред по ред.

## Спецификации
Важни фактори, които да се вземат предвид, когато се оценява LCD монитор:
- Резолюция срещу обхват: Резолюцията е съвкупност (или множество нива), на които производителността на екрана е разделена. Резолюцията често се бърка с обхват или всички точки на екрана. Всички дисплеи имат резолюция и обхват, които зависят един от друг, но са много различни. Често обхватът е лимитиран наследник на дисплея, докато резолюцията е функция на електрониката, която прави дисплея работещ.
- Пространствено производство: LCD идват в точно един размер за различни приложения и резолюции във всяко от тези приложение. Пространственото производство на LCD е също така определяно като „точкова прецизност“. Размерът (или пространственият обхват) на LCD монитор често е описван чрез разстоянието между два диагонални ъгъла. Това е исторически „остатък“ от по-ранните дни на CRT телевизията, когато CRT екрани били произвеждани върху дъна на стъклени катодно-лъчеви тръби, подобно на тези в осцилоскопите. Диаметърът на тръбата определял размерът на екрана. По-късно, когато телевизията придобила квадратна форма, квадратите се измервали по диагонала, за да се сравняват с по-старите кръгли екрани.

Пространствената резолюция на LCD се изразява чрез броя на пикселите по колони и редове (например 1024х768). Всеки пиксел е съставен от 3 под-пиксела, червен, зелен и син. Това е една от малкото особености на LCD производителността, която лесно се разбира и не е предмет на интерпретация. Има нови схеми, обаче, които споделят под-пикселите между пикселите и добавят цветове на под-пикселите. Затова в бъдеще, пространствената резолюция може да бъде предмет на интерпретация.
Външен фактор, който трябва да се отчете, са възможностите на очите на зрителя. Практически това значи, че по-старите стандартни телевизионни резолюции определят идеална дистанция за гледане, която е била 8 пъти височината на екрана. При такава дистанция редовете пиксели се сливат. Ако потребителят отиде по-близо до екрана от тази дистанция, то той би могъл да види редовете пиксели. Когато се наблюдава от по-далеч, изображението на редовете пиксели пак се слива, но цялостното изображение става по-малко, с увеличаването на разстоянието. За HDTV с малко повече от два пъти броя редове пиксели, идеалната дистанция за гледане е около половината от тази за стандартен екран. Колкото по-висока е резолюцията, толкова по-близо потребителят може да стои или толкова по-голям екран може да бъде полезен на същата дистанция като по-стар стандартен дисплей.
За компютърен монитор или друг LCD монитор, който се гледа от много близка дистанция, резолюцията често се изразява с точкова прецизност или пиксели в инч. Това е съвместимо с книгопечатната индустрия (друга форма на показване). Списания и други хартиени медии са често 300 точки за инч. Това позволява много стабилно и детайлно изображение. LCD екраните, особено за мобилни устройства, често имат много по-малко от това, защото колкото по-голяма точкова прецизност има, толкова по-оптично неефективен е дисплеят и толкова повече енергия изразходва. Използваната енергия от LCD често е половината, ако не и повече, от енергията, консумирана от мобилен телефон.
Допълнително обсъждане на пространствената производителност са видимият конус и съотношението на екрана. Съотношението на екрана е съотношението между дължината и височината (например: 4:3, 5:4, 16:9, 16:10). По-стари, стандартни телевизори са 4:3. По-новите HDTV телевизори имат съотношение 16:9, както и повечето нови лаптопи. Филмите често биват заснети в много по-различни (широки) съотношения, което е причината често да има черни ивици отгоре и отдолу на HDTV екраните.
Ъгълът на виждане на LCD екран е важен, в зависимост от неговото разположение. Той е ъгълът, където контрастът на LCD пада под 10:1. В този момент, цветовете обикновено започват да се променят (червеното става зелено и т.н.). Ъглите на виждане за LCD монитори са били много ограничителни, но подобрени оптични ленти са разработени, които дават почти 180 градусови ъгли на виждане от ляво надясно. Ъгли от горе надолу все още могат да бъдат ограничителни, по дизайн, защото гледането на LCD монитор от екстремно голям (горен и долен) ъгъл не се ползва често и тези фотони се пропиляват. Производителите често фокусират светлината от лявата към дясната равнина, за да получат по-ярко изображение там.
- Времева производителност: За разлика от пространствената производителност, времевата е особеност, където по-добро е малкото. По-точно, обхватът е времето на отговор на един пиксел, или колко бързо се сменя яркостта на под-пиксела. За LCD мониторите, това се измерва в btb (черно до черно) или gtg (сиво до сиво). Тези различни типове измервания правят сравняването трудно. Затова това число почти никога не се споменава в рекламите.

Скорост на обновление или времева резолюция на LCD монитора означава колко пъти в секунда дисплеят рисува информацията, която му е дадена. След като LCD пикселите не блещукат между отделните кадри, LCD мониторите нямат обновителни трептения, без значение колко ниска е скоростта на обновление. LCD телевизорите от висок клас могат да имат до 240 Hz скорост на обновление, което изисква допълнителна обработка за да се добавят допълнителните кадри между реалните изображения, за да се изглади движението на картината. Тези високи скорости на обновление, обаче, може да не бъдат поддържани от времето за отговор на пикселите. Това може да доведе до визуални дефекти, които нарушават картината.
Времевата производителност може да бъде още по-малка, когато става въпрос за 3D дисплей. 3D работи като показва много различни изображения, като ги разменя за всяко око. Това означава, че 3D дисплеят трябва да визуализира два пъти повече изображения за същия период от време, което би отнело на обикновен дисплей, следователно времето за отговор на дисплея е много по-важно. 3D LCD екраните с маргинално време за отговор показват изображението размазано.
Тези артефакти се забелязват най-много при човешкото черно-бяло зрение, отколкото при цветното зрение. Следователно при тях е много по-вероятно да се забележи примигване или друг вид преходно „изкривяване“ на изображението, когато не гледат директно към екрана, защото пръчковидните клетки в очите им най-вероятно са групирани на периферията на зрението.
- Цветова производителност: Има много термини, с които да се опише цветовата производителност на LCD мониторите. Това включва цветовата гама (диапазонът от цветове, които могат да се визуализират) и цветовата резолюция или качеството, по което всеки цветови диапазон е разделен. Въпреки че гамата може да бъде изразена като три числа, координатите XY в цветовия обхват на най-червеното червено, най-зеленото зелено и най-синьото синьо, тя обикновено се изразява като относителното съотношение между цялостната площ на цветовото пространство, което дисплеят може да визуализира, към стандарт, като например „120% от NTSC“. NTSC означава Национален комитет за стандартите на телевизия, стандартът за по-старите телевизори. Цветовата гама е сравнително просто понятие. Обаче, с правилни оптични техники, които се базират на това как хората виждат цветовете, което се нарича цветово разтегляне, цветовете могат да бъдат показвани, които са извън обхвата на дисплея. Цветовият диапазон рядко се определя като особеност на дисплея, защото LCD дисплея е създаден да работи с цветови диапазони, отговарящи на съдържанието, което е предвидено да се визуализира. Затова няма смисъл да се създава цветови диапазон, надхвърлящ съдържанието.
- Дълбочина на цвета или цветова поддръжка се изразява в битове – или броя битове за под-пиксел, или броя битове за пиксел. Това може да доведе до двусмислици, защото 8-битово число на LCD монитор може да бъде 8 бита, разпределени между червено, зелено и синьо, или 8 бита, от които всеки отговаря за различен цвят от различен дисплей. Също така LCD мониторите понякога използват техника, наречена „dithering“, която прави средно-аритметични цветове (цвят, който е между два определени цвята). Това удвоява броя цветове, които могат да се визуализират, но е за сметка на времевата производителност на дисплея. Тази техника често се използва за дисплеи, при които изображенията най-често са статични и времевата производителност не е важна.

Когато за цветова дълбочина се има предвид цветова поддръжка, обикновено това значи броят цветове, които LCD мониторът може да визуализира. Този брой е превръщането на числата от двоична бройна система в десетична. Например 8-битов цвят, което е 2 на 8-а степен, което означава 256 числа. 24-битов цвят, което е 2 на 24-та степен, или 256 х 256 х 256, общо 16 777 216 цвята. Цветовата резолюция на човешкото око зависи от диапазона цветова, които биват разделени и броя разделения, но за повечето дисплеи има лимит от 28-битови цветове. LCD телевизорите често показват, че разполагат с повече от това, защото дигиталната обработка може да причини „цветови деформации“, съответно допълнителни нива на цветовете са необходими, за да се осигури съществуването на реални цветове.
Има допълнителни аспекти към цветовото управление, като бяла точка и гама корекция, които определят какъв да е белия цвят и как другите цветове се визуализират спрямо него. Някои LCD телевизори имат софтуер за разпознаване на лица, който разпознава, че част от изображението е лице и определя цветовете и фокуса за него по различен начин.
- Съотношение на яркост и контраст: Съотношението на контраста е съотношението на яркостта на напълно включен пиксел към напълно изключен пиксел, и като такова е пряко обвързано с яркостта, ако не за направата на мигащата задна светлина (или затъмнение). Самият LCD e само модулатор на светлина със светлинен затвор и не генерира светлина; светлината идва от задно осветление, или луминесцентна лампа или набор от светодиоди. Задната светлина е разработена, за да се подобри ефективността на LCD мониторите, да изключва задното осветление докато течните кристали преминават от едно изображение в друго. От една страна ползата на задното осветление е безкрайния контраст. Във всеки случай, има две големи условия за контрастното съотношение като мярка за LCD производителността.

Първото условие, е че контрастните съотношения се измерват в напълно тъмна стая. В реалната употреба стаята никога не е напълно тъмна. Може да има слънчева светлина идваща от прозорец или други стайни светлини, който се отразяват от повърхността на LCD дисплея и влошават контраста. От практична гледна точка, контраста на LCD, или всеки дисплей, се регулира от количеството повърхностни отблясъци, не от ефективността на дисплея.
Второто условие е, че човешкото око може да възприеме контраст максимум около 200:1 Черна точка върху бяла хартия е около 15 – 20:1 Ето защо ъглите на видимост са уточнени до точка, където падат под 10:1. 10:1 не е голям, но се забелязва.
Яркостта обикновено се посочва на максималната си мощност на LCD дисплея. При сегашното ниво на LCD технологията, яркостта, макар и важна, обикновено е еднаква от производител на производител и следователно не се обсъжда, освен за лаптоп LCD монитори и други дисплеи, който ще бъдат използвани при ярка слънчева светлина.

## Предимства
- Много компактен и лек
- Енергоспестяващ. В зависимост от яркостта на дисплея и съдържанието, което се визуализира, по-старите CCFT модели обикновено използват 30 – 50 % от енергията, която би използвал CRT със същия размер. Модерните LED модели обикновено използват 10 – 25% от енергията, която би използвал CRT модел.
- Поради ниската енергийна консумация, по време на работа се отделя много малко топлина.
- Няма геометрични изкривявания (картината почти няма отклонения по всички страни на монитора).
- Липсват трепкания на екрана или те са минимални, в зависимост от осветителната технология.
- Обикновено няма трепкания при обновяването, защото LCD пикселите пазят състоянието си между всяко обновяване (което обикновено става за 200 Hz или по-бързо, независимо от входната скорост на обновяване).
- Много тънък, в сравнение с CRT монитор, което позволява да бъде разположен по-далеч от крайния потребител, което намалява вредата му върху очите.
- Остра картина, без размазване
- Отделя много по-малко от нежеланото електромагнитно излъчване, в сравнение с CRT монитор (излъчващ на много ниски честоти).
- Може да бъде направен в почти всякаква форма или големина.
- Няма теоретичен лимит на разделителната способност. Когато много LCD панела се използват заедно, за да създадат едно платно, всеки допълнителен панел увеличава общата резолюция на дисплея. Това също така се нарича „натрупана“ резолюция.
- Може да бъде направен в големи размери (повече от 60 инча) лесно и сравнително евтино, поради съществуващото масово производство.
- Маскиращ ефект: LCD решетката може да маскира ефектите на пространственото и сиво-степенно квантуване, създавайки илюзия за по-високо качество на картината.
- Не се ограничава от географското разположение на устройството спрямо Земното магнитно поле.
- Като типично дигитално устройство, LCD може да визуализира данни от DVI или HDMI връзка, без необходимост от прехвърляне към аналог. Някои LCD панели имат собствен вход за оптичен кабел в допълнение към DVI и HDMI.
- Много LCD монитори се захранват от външен 12-волтов източник на енергия, което означава че (с подходящ кабел) могат да бъдат свързани директно с някой от 12-волтовите източници на енергия на компютъра, което би премахнало загубите на енергия и статичното електричество, пораждани от собствения източник на енергия на монитора. Това може да увеличи енергийната ефективност, особено ако компютърът разполага със захранване, което има висок фактор на мощността. Това също така е удобно, защото мониторът ще се включва когато компютърът се включва и ще се изключва, когато компютърът „заспи“ или се изключва.

## Недостатъци
- Ограничен ъгъл на виждане в някои (най-вече стари или евтини) монитори, което кара цветът, насищането, контрастът и яркостта да варират, дори в предвидения ъгъл на виждане, при преместване на позицията на монитора.
- Нееднакво осветление в някои (най-вече стари) монитори, което причинява изкривяване на яркостта, особено по ръбовете.
- Черният цвят може да изглежда неестествено светъл поради това, че течните кристали не могат да предотвратят напълно светлина да преминава.
- Замъгляване при движещи се обекти, причинено от бавен отговор (> 8 мс) и използване на технология за следене на погледа при дисплеи с „пробвай-и-задръж“ технология, освен ако не се използва стробирано осветление. Това стробиране, обаче, може да причини напрежение на очите.
- От 2012 година, повечето имплементации на LCD осветлението използват модулация на пулса (PWM) за да контролират нивото на яркостта, което прави трепкането на екрана по-остро от това при CRT монитор с 85 херцово обновление, причиняващо напрежение на очите при някои хора. Много от тези хора не знаят, че това напрежение се причинява от невидимия сторбиращ ефект на модулацията. Този проблем е още по-засегнат на повечето нови LED монитори, защото светодиодите имат по-бързо време на изключване/включване, отколкото CCFL лампите (лампи със студент катод).
- Само една определена резолюция. Визуализацията на друга резолюция или изисква video scaler (видео-множителна технология), която причинява замъглявания и назъбени ръбове, или използването на едно-към-едно разпределяне на пикселите, което причинява картината или да не запълва целия екран, или да отиде в долния десен ъгъл на екрана.
- Точно определена битова дълбочина, много евтини LCD монитори могат да визуализират 262, 000 цвята, докато 8-битови S-IPS панели могат да визуализират 16 милиона цвята и имат значително по-добра визуализация на черния цвят, но са скъпи и изискват повече време за отговор.
- Ниска скорост на обновление. Повечето монитори поддържат не повече от 60 до 76 Hz, въпреки че това не създава трепкания поради високата вътрешна скорост на LCD панела, ниската входна скорост на обновление все пак оказва вления върху максималните кадри, които могат да се визуализират, което оказва негативно влияние върху видео-игрите и 3D графиките.
- Забавяния при входа, защото LCD A/D конвертор изчаква за всеки кадър да бъде изкаран преди да бъде нарисуван на LCD панела. Много LCD монитори правят допълнителна обработка преди да визуализират картината в опит да компенсират за слабата прецизност на цветовия подбор, което предизвиква допълнително забавяне. Също така видео-множителна технология трябва да се използва, когато се визуализират непредвидени резолюции, което допълнително забавя процедурата. Тези две операции обикновено се правят в единичен чип при модерните монитори, но всяка функция, която чипът изпълнява, предизвиква забавяне. Някои дисплеи имат режим за играене на игри, който изключва повечето обработки, за да се намалят максимално забавянията при входа.
- Неработещи пиксели може да възникнат при производство.
- Възможно е обезцветяване, въпреки че причините се различават от тези при CRT и ефектът може да не е перманентен, статично изображение може да причини този ефект за няколко часа при някои дисплеи с лош дизайн.
- При постоянна работа, може да се причини затопляне на определени части от монитора, в случай на лошо температурно управление. Тези части изглеждат обезцветени в сравнение с други части на екрана.
- Загуба на яркост и много по-бавно време на реакция при по-ниски температурни условия. При температури под 0 °C, LCD екраните може да спрат да функционират, ако не се използва допълнително затопляне.
- Загуба на контраст при високи температурни условия.
- Дизайнът не предполага лесна смяна на осветлението.
- По-слаба видимост при директна слънчева светлина, често причинява пълна неизползваемост. LCD, които отразяват слънчевата светлина са по-тъмни, когато разчитат на собствено осветление и съответно се използват за специфични нужди, като автомати, бензинови помпи, арматурни табла при автомобилите и алармени часовници.
- Не могат да се използват заедно със светлинни оръжия/химикалки.
- Трудна четимост, когато се използват поляризирани слънчеви очила.

## Качествен контрол
- Някои LCD панели имат дефектни транзистори, причинявайки постоянно светене или несветене на пиксели, които се отнасят към заседнали пиксели (stuck pixels) или мъртви пиксели. За разлика от интегралните схеми (ИС), LCD панелите с няколко дефектни транзистора, обикновено, са все още използваеми. Производствените политики за приемлив брой дефектни пиксели са много различни. Например Samsung проведе политика на нулева толерантност за LCD монитори продадени в Корея. Считано от 2005 г., обаче, Samsung се придържа към по-малко ограничаващия ISO 13406 – 2 стандарт. Други компании са известни, че толерират до 11 пиксела в тяхната политика. Политиката на „Мъртвите пиксели“ често е горещо обсъждана между производители и клиенти. За да регулира приемливостта на дефекти и за защита на крайния потребител, международната организация по стандартизация (ISO) издаде ISO 13406 – 2 стандарт. Въпреки това, не всеки LCD производител отговаря на ISO стандарта, и доста често ISO стандарта се тълкува по различни начини. LCD панелите са по-склонни да имат дефекти, отколкото повечето ИС, поради техния по-голям размер. В последните години, контрола на качеството е повишен. Един SVGA LCD панел с 4 дефектни пиксела обикновено се смята за дефектен и клиентите могат да поискат замяна. Някои производители, най-вече в Южна Корея, където се намират някои от най-големите производители на LCD панели, сега имат „нула дефектни пиксела гаранция“, което е допълнителен процес на пресяване с който се определя „А“ и „Б“ клас панели. Някои производители, най-вече в Южна Корея, където някои от най-големите производители на LCD панела, като LG, се намира, сега имат „нула дефектни пиксела гаранция“, което е допълнително пресяване, които могат след това да се определи „А“ и „Б“ клас панели. LCD панелите също имат дефекти, известни като замъгляване, които се описват като неравни участъци с променена осветеност. Това е най-видимо в тъмни или черни области от показаните сцени. == Дисплей без захранване == Zenithal bistable device (ZBD)(Зенитното бистабилно устройство), разработено от QinetiQ, може да задържи един образ без електричество. Кристалите могат да съществуват в едно от двете стабилни състояния („Черно“ и „Бяло“) и захранване се изисква само за да смените изображението. ZBD Displays е компания на QinetiQ които произвеждат и двата черно-бели и цветни ZBD устройства. Kent Displays също разработват дисплей без захранване, които използват полимерно стабилизирани холестерични течни кристали (cholesteric liquid crystal)(ChLCD). През 2009 Kent демонстрира използването на ChLCD покривайки цялата повърхност на мобилен телефон, което позволява променянето на цветовете, и запазването на този цвят дори след като е спряно захранването. През 2004 г. учени от Оксфордският университет показаха два нови LCD дисплей без захранване на базата на зенитни бистабилни техники. Някои бистабилни технологии, като 360° BTN, разчитат главно на насипните свойства на течните кристали. Други бистабилни технологии, например BiNem технологията, се основават главно върху свойствата на повърхността и се нуждаят от специфични закрепващи материали.